# Гнори
Гно́ри — деревня в Шумском сельском поселении Кировского района Ленинградской области.

## История
В Писцовой книге Водской пятины 1500 года упоминаются деревни Средняя соха на Гнори, Колупаново на Гнори и Заднее на Гнори в Егорьевском Теребужском погосте Ладожского уезда.
В Дозорной книге Водской пятины Корельской половины 1612 года упоминается в Теребужском же погосте за Иваном за Шеею Григорьевым сыном Секирина деревня Гнор.
Деревня Гнори обозначена на карте Санкт-Петербургской губернии 1792 года А. М. Вильбрехта.
На карте Санкт-Петербургской губернии Ф. Ф. Шуберта 1834 года также упоминается деревня Гнори.

ГНОРИ — деревня принадлежит генерал-майору Ададурову, полковнице Мацкевичевой и коллежскому советнику Теглеву, число жителей по ревизии: 70 м. п., 60 ж. п. (1838 год)

ГНОРИ — деревня принадлежит разным владельцам, по просёлочной дороге, число дворов — 26, число душ — 61 м. п. (1856 год)

ГНОРИ — деревня владельческая при колодцах, число дворов — 26, число жителей: 53 м. п., 65 ж. п. (1862 год)

В 1865—1866 годах временнообязанные крестьяне деревни выкупили свои земельные наделы у Я. Н. Теглева и стали собственниками земли.
В 1869—1874 годах временнообязанные крестьяне выкупили свои земельные наделы у В. П. Караулова.
Согласно материалам по статистике народного хозяйства Новоладожского уезда 1891 года, одна пустошь при селении Гнори площадью 613 десятин принадлежала наследной дворянке В. П. Карауловой и была приобретена до 1868 года, вторая, площадью 221 десятина принадлежала потомственному дворянину А. Ф. Рудзкому, пустошь была приобретена в 1887 году за 6000 рублей.
В конце XIX века деревня административно относилась к Шумской волости 1-го стана Новоладожского уезда Санкт-Петербургской губернии, в начале XX века — 4-го стана.
Согласно данным переписи населения СССР 1926 года в деревне Гнори Ратницкого сельсовета Шумской волости Волховского уезда проживали 196 человек — все русские.
По данным 1933 года деревня называлась Гноры и входила в состав Ратницкого сельсовета Мгинского района.

План деревни Гнори. 1941 год

Согласно топографической карте РККА 1941 года деревня насчитывала 39 дворов. В деревне была ветряная мельница.
По данным 1966 и 1973 годов деревня Гнори находилась в подчинении Шумского сельсовета Волховского района.
По данным 1990 года деревня Гнори входила в состав Шумского сельсовета Кировского района.
В 1997 году в деревне Гнори Шумской волости проживали 13 человек, в 2002 году — 15 человек (все русские).
В 2007 году в деревне Гнори Шумского СП проживали 11 человек, в 2010 году — 9.

## География
Находится в северо-восточной части района на автодороге 41К-523 (подъезд к дер. Гнори), к северу от на автодороги Р21 (E 105) «Кола» (Санкт-Петербург — Петрозаводск — Мурманск).
Расстояние до административного центра поселения — 13 км.
Расстояние до ближайшей железнодорожной станции Войбокало — 13 км.
Деревня Гнори граничит с землями запаса Шумского сельского поселения.

## Демография
| 1862 | 2007 | 2010 | 2011 | 2017 |
| ---- | ---- | ---- | ---- | ---- |
| 118  | ↘11  | ↘9   | →9   | ↘8   |

## Инфраструктура
По данным администрации на 2011 год деревня насчитывала 24 дома.